# Jelenik
Jelenik je naselje v Občini Krško.